# Печо Господинов
Петър (Печо) Цанев Господинов е български писател, публицист, дипломат, добруджански деец.

## Биография
Роден е в Добрич на 5 март 1902 г. Борец за свободата на Южна Добруджа и нейното връщане в пределите на България след Първата световна война.
Завършва гимназия във Варна. Започва да следва право в Париж (Франция), продължава в Свободния университет в София, а след това в Юридическия факултет в град Фрибург (Швейцария).
Редактор на в. „Добруджа“. Член на изпълнителния комитет и секретар на „Съюза на Добруджа“. На конгреса на дружество „Добруджа“ през ноември 1928 година дава предложение да бъдат завинаги изключени от дружеството Петър Вичев, Димитър Ганев и Иван Георгиев за антибългарска и комунистическа дейност.
В периода 1929 - 1941 е дипломат в българската легация в Берн (Швейцария) и в Лондон.
Сътрудничи на 15 вестника и 7 списания във Варна и София – в. „Добруджа“, „Мисъл“, „Знаме“, „Литературен глас“, „Литературни новини“, и списанията „Листопад“, „Единство“, „Предел“, „Българска мисъл“. Публикациите му са около 440.
Умира през 1945 г.

## Творчество
Автор на 12 книги с есета, портрети, импресии, разкази, спомени, изследвания. Сред тях са „Млада Добруджа“, „Добруджа и нейните борби“, „Добруджанско движение“, „Добруджански образи“. Негови са и книгите: „Весела България“ (фейлетон, 1923), „Посоки и цели“ (1933), „Ние, младите“ (1934), „Образи и сенки“ (1941), „Далечно ехо“ (1941), „Добруджа в българската литература“ (1943).